# حاسوب ميكروسوفت اللوحي

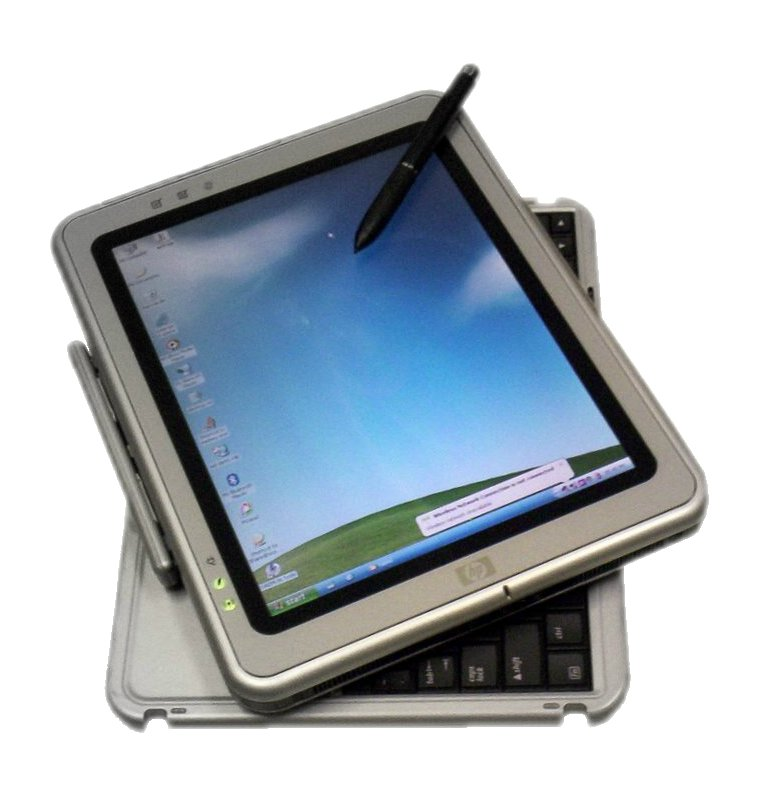

حاسوب ميكروسوفت اللوحي (بالإنجليزية: Microsoft Tablet PC)‏ هو مصطلح صاغته شركة ميكروسوفت لأجهزة الكمبيوتر اللوحية التي تتوافق مع مجموعة من المواصفات التي أعلنت عنها في عام 2001 لجهاز كمبيوتر شخصي يستخدم الشاشة والقلم، ويتوافق مع مواصفات الأجهزة التي ابتكرتها ميكروسوفت وتقوم بتشغيل نسخة مرخصة من نظام التشغيل Windows XP Tablet PC Edition أو مشتق منه.
ظهرت المئات من أجهزة الكمبيوتر الشخصية اللوحية في السوق منذ ذلك الحين.

## برامج النظام

### مايكروسوفتويندوز
في عام 2002، صنعت الشركات معدات أصلية لأجهزة الحاسوب اللوحية الأولى من نوعها بمواصفات حاسوب مايكروسوفت. تم تصميم هذا الجيل من أجهزة الحاسوب اللوحية مايكروسوفت لتشغيل ويندوز XP في الإصدار Tablet PC Edition، وأجهزة الحاسوب اللوحي نسخة من نظام التشغيل Windows XP.

### لينيكس
كان أول تنفيذ مبكر ل ينكس عبارة عن أقراص بواسطة ProGear و FrontPath.

#### وب أو إس
واصلت HP تطوير webOS كمنصة للاستخدام في منتجات متعددة، بما في ذلك الهواتف الذكية وأجهزة الحاسوب اللوحية، والطابعات.

#### مي غو
دخلت نوكيا مساحة القرص مع نوكيا 770 بتشغيل مايمو على أساس أنها مصنوعة خصيصا لإنترنت في لوحات نوكيا. استمر خط الإنتاج مع N900 والذي كان هو الأول لإضافة قدرات الهاتف.

### آبل

#### ماك أو إس إكس مودبوك
استخدمت أبل محبرة الكتابة اليدوية والتعرف على الإيماءات في أجهزة الرقمنة اكوم.

## عرض حجم الاتجاهات
على الرغم من أن أجهزة الحاسوب عادة ما تكون أكبر من اللوحات، فإنها تميل إلى أن تكون على أساس تصاميم حاسوب محمول صغير نسبيا، مع أحجام الشاشة تتراوح بين 7 و14 بوصة (180-360 مم).

## تسلسل زمني لتاريخ الحواسيب اللوحية
يمكن أن يستغرب الناس الذين هم على دراية فقط من المنتجات التجارية الحالية. على سبيل المثال، أن أول لوحة إلكترونية مستخدمة للكتابة اليدوية كانت في عام 1888. هذه اللوحة الأولى كانت بنظام يعرف الأحرف المكتوبة بخط اليد من خلال تحليل حركة اليد وذلك في عام 1915. أول نظام تظاهر علنا باستخدام قرص والتعرف على الكتابة اليدوية بدلا من لوحة المفاتيح للعمل مع جهاز حاسوب رقمي حديث يعود إلى عام 1956.
بالإضافة إلى العديد من الأنظمة الأكاديمية والبحثية، كانت هناك العديد من الشركات تستخدم المنتجات التجارية Pencept ومنها شركات الاتصالات الاستخبارات، وكان لينوس بين الأوسع شهرة أنذاك. في وقت لاحق، تم إبراز PenPoint OS كنظام التشغيل لمنتج الحاسوب اللوحي.